# 媽閣政府船塢
媽閣政府船塢（葡萄牙語：Oficinas Navais da Barra）當時正式名稱為澳門政府船塢，民間俗稱媽閣塘，是隸屬澳葡當局的澳門政府船廠，該船塢在媽閣上街設立於1884年，約有一百年的歷史。當時該處稱為「皇家橋」，為水師船隻停泊、修理及避風之地。至1909年，建成現今所見之媽閣避風塘，專作水師船隻避風及修理之用。
澳門是一個小半島，港灣屬圓水平，因此，造船業歷史悠久，不過，目前的私營船廠，都只生產木漁船，只有政府海軍造船廠（即政府船塢）才是唯一生產金屬船隻的地方。而這個機構，除了造船之外，還負有修船、修理汽車、冷氣及其他器械的任務，漸漸發展成一個專為政府各部門機關提供修理服務的特殊機構。

## 歷史
媽閣塘早期是古村落媽閣村的範圍，村內土地於19世紀未至20世紀初被澳葡政府徵用，以擴建政府船塢、開闢媽閣塘和道路等，漸成現時所見的建築規模和空間佈局。
船廠開辦以來，一直是隸屬於港務廳其中一個部門。初期規模甚小，祗設立一個小船塢，和一個簡陋之修理間，修理以前派駐來澳之葡國軍艦和澳門政府港務廳巡邏艇。這樣一直維持達三十年之久。直至1921年後，該船廠才逐漸發展，設備開始增加，漸漸發展成為一個比較全面性之船廠、服務範圍不但局限於港務廳本身，而且還對外承接工程。到1932年間建立船排，開始生產木船。該船廠有四個部門：
（一）行政部門，負責廠內一切行政工作。
（二）商務部門：負責購置廠內器材及對外洽談生意。
（三）工廠部的：①造船部：Ⅰ造鐵船部、Ⅱ木船部，②機械修理部：上述部門是專門造船及負責修理船隻機器，③汽車修理部：包括修理和噴油工作，④造木部：負責製造木船所用之木料及其他。
（四）研究部：專門負責繪圖、設計和研究工作，這個部門當時尚未正式成立，會按將來發展需要而設立。
在1941年太平洋戰爭爆發以後，由于香港淪陷，該船廠地位日漸重要，工作逐漸增多，不但船隻之修理工作增加，本澳之貨船，甚至日本亦有不少輕型船隻來澳修理。而且還負責修理澳門電燈公司之電機和澳門自來水公司機械之部份工作。此外本澳商辦機構之蒸汽爐及其他機械也由該廠製造和修理。山頂醫院之機械設備，也由該廠負責。此時期，是該廠最蓬勃之時期，技工增至150人。
戰後由於情况發生變化，香港各船廠復原，媽閣塘船廠的生意漸為香港搶去，因此業務範圍又囘復舊觀。但由於廠內之設備已增加，修理船隻和建造船隻，修理汽車等業務仍是有相當的。一向以來，船廠之經費雖然有外間的生意彌補，但仍未能自給自足，部份經費仍要靠政府補助。直至1964年後，澳門政府船廠在經濟與行政上取得了獨立權，脫離依附港務廳，但當經濟仍是入不敷支時，可向政府要求補助。
在1982年修改後的澳門地區博彩業專營協議規定：只要政府船塢提出合理的價格和工期，專營公司必須就其船舶的建造和維修工程，批予政府船塢。這使得澳門旅遊娛樂有限公司成為政府船塢最大的一個私營公司客戶。但隨著博彩業專營權於2002年結束，此項協議亦告無效。
政府船塢於2000年10月8日正式建立IS09002質量管理體系，並通過中國船級社質量認証公司的認証。
為配合澳門特區政府的發展需要，政府船塢在2003年開始遷離媽閣上街舊址，搬往筷子基船澳街現址。而舊址的部份區域現暫作旅遊車停泊處，其中較具歷史價值的建築物則保全至今。

### 政府船塢遷離後
為配合媽閣至內港一帶重整工程﹐為媽閣區及內港碼頭附近的城市發展營造新的空間﹐當局在南灣一號人工湖至媽閣航海學校填海造地。為保持現有政府船塢遷往青洲新船塢前的正常運作﹐有關工程將分兩期進行﹐第一期由南灣一號人工湖至政府（嘉路一世）船塢的入海口﹐第二階段則由政府船塢至媽閣航海學校。待位於青洲的新政府船塢及港務局大樓落成後﹐原有的政府船塢和港務局大樓遷出後﹐第二階段的媽閣填海工程將隨即展開。整個填海工程完成後﹐有關地段將建設雙向的行車道﹐並設有步行徑及綠化帶。
澳門特區政府與各界團體舉行輕軌優化方案推介說明會，在推介說明會上，政府透露會在媽閣舊船塢設輕軌站台，一方面避免影響媽閣廟景觀，另一方面希望帶旺媽閣區的發展。就政府為建捷運系統而計劃清拆舊政府船塢(媽閣塘)興建站點，立法議員區錦新向政府提出書面質詢，認為舊政府船塢無論在景觀與歷史人文意義上，均與媽閣廟、舊一號媽頭及海事博物館密不可分，可凸顯媽閣區的豐富歷史文化特色。區錦新質疑政府計劃拆毀舊政府船塢是否唯一選擇，有否其他的可行方案。區錦新指出，政府早前宣稱，配合媽閣廟世遺的旅遊發展，會保留舊船塢並改為具特色的旅遊景點，也可部分作為海事博物館的延伸，讓旅客更了解澳門以港建市的歷史，讓該區旅遊資源連成一氣。
港務局計劃就媽閣舊政府船塢活化，包括預留部分空間擴建海事博物館的方案有望於2014年底完成研究。船塢中為船隻提供緊急修理服務的海事工房的兩座建築物，會騰出予文化局使用。文化局透露會利用空間改造成當代藝術展示和本澳文化創意產品展銷的窗口，分別於2013年底及明年中啟用。

## 設施
該船塢總面積為3500平方公尺，有上蓋的廠房面積為3000平方公尺。設有材料刨床、繪圖室、電腦房、機修車間、板金車間、木工車間、燒焊車間、放樣及模型車間等生產部門。另有一修車車間，專代政府修理各種汽車。還有兩個船排，可以同時製造或修理兩艘船。此外，有診療所，食堂，文娛室等職工生活及康樂福利設施。自1910年開始正式造船，以往因設備差，只能造一些傳統欵式的船，而且效率很低。由於回歸前生產技術得到提高，機器設備亦逐步完善，除了有各種機床等生產設備之外，還採用了電腦設計、繪圖、製圖等先進技術，但因用作船舶下水的媽閣塘水面小，水的深度亦不足，故所造的船最大僅長40公尺，這已比目前澳門最大的漁船還大。

## 現況

### 澳門當代藝術中心‧海事工房1號及2號
2013年6月，文化產業委員會舉行會議，據澳門文化局介紹，計劃將舊政府船塢原址改建“海事工房”成為當代藝術展示和澳門本地文化創意產品展銷的窗口，計劃設立的“當代藝術展示館”及“文化創意展演及銷售空間”。
2016年3月，澳門文化局擬斥資一千萬元修復原媽閣政府船塢改為為“海事工房”，並定位為“當代藝術中心”，1號建築為原政府船塢內的機械室，2號建築為原廠長辦公室。中心以展示各地優秀的視覺藝術作品，同時利用有關空間，適當用作實驗性劇場及視覺藝術教育場地。
2016年下旬，“海事工房”1號建築正式對外開放，文化局計劃定期邀請各地優秀藝術家展出作品舉辦多個不同形式或主題的展覽；而2號建築在完成裝修後將開放，主要上演音樂演出為主。
2018年，海事工房2號建築完成修復並正式對外開放。同年10月26日舉行《電音火石》音樂會，為第三十二屆澳門國際音樂節活動項目之一。澳門文化局另計劃推出臨時場地借用計劃，未來更規劃以公開借場方式提供演出場地予澳門本地社團及個人舉辦音樂演出相關活動，以填補本地業界對演出空間的需求。
2020年5月，澳門文化局正式推出海事工房2號場地借用計劃，除維持以免費借用方式提供演出空間予本澳社團或個人舉辦活動之外，並擴大舉辦活動之類型，包括音樂及戲劇演出等相關活動，推動更多本土文化活動及文化創意產業發展。
2020年起，“HUSH!!_沙灘音樂會”不再局限於黑沙海灘內舉行，活動延伸並分佈至澳門不同地點或場地舉行，當中包括“海事工房”2號建築。

### 徵用作COVID-19病毒檢測及感染者治療設施
2022年6月27日至28日，為配合6‧18大規模COVID-19疫情核酸檢測安排，海事工房1號及2號正式被徵用作全民核酸檢測站用途。
2022年8月1日至9月中旬，海事工房1號及2號繼續被徵用作COVID-19核酸檢測站用途暫停開放。其後被用作重點或指定人群免費檢測站用途。
2022年12月13日，海事工房被徵用作COVID-19感染者社區門診，取代位於凱泉灣巴士總站的核酸檢測站或社區門診。其後於2023年1月6日暫停運作並還原作文化藝術設施。
在用作社區門診期間，於2022年12月11日至2023年1月8日期間，臨時新增社區治療中心及社區門診專線C04路線，方便感染者往返位於澳門蛋內的社區治療中心，以及位於此處及設置於運動場圓形地的社區門診。

### 媽閣塘片區活化計劃
2022年6月，澳門文化局以望廈山房作為活化歷史建築計劃作為試點，另計劃下一輪將活化歷史建築計劃設於海事工房。
2023年4月，第四批六個不動產評定舉行公眾諮詢，其中鄰近海事工房的原媽閣屠場舊址納入活化計劃當中。
2023年9月12日，澳門特別行政區政府社會文化司公佈「媽閣塘片區活化計劃」的初步詳情，為六個進行活化工作歷史片區之一，範圍面積約35,000平方米，涉及13幢建築物，主要由昔日政府船塢的造船部、機械部、木工部以及海事部門辦公室和市立屠房等建築組成。計劃以建築保育、社區發展、文化推動為原則，深入發掘媽閣塘社區歷史故事，打造為一個海事歷史工廠片區。計劃獲美高梅中國支持，將注入文創銷售、藝術展覽、輕食茶座、特色餐飲、藝術展演、藝術裝置等，並將串聯大三巴核心區、世遺核心路徑及周邊旅遊資源，帶動人流走進舊區，創造多元化休閒旅遊體驗，讓媽閣塘一帶打造成具特色及吸引力的休閒活動及文創藝術園區。
早在2020年10月，「Jetfoil 噴射船保育關注組」提出對世界首艘 Jetfoil噴射船「水星」保留方案，其中第二方案為「媽閣塘方案」，讓“水星”成為澳門海事博物館藏品之一。2對於有噴射船保育組織建議將退役後的世界首艘噴射船「水星」放置媽閣塘，美高梅中國控股有限公司董事長及執行董事，同時擔任信德集團行政主席兼董事總經理的何超瓊於2023年9月13日出席「媽閣塘片區活化計劃」新聞發佈會上回應，指技術上做不到，而且放置噴射船將破壞相關活化計劃。該計劃是要追溯、保育舊區歷史，且要引來藝術家、藝術產業投資方等使用活化而成的文創園區，園區內13座建築要展現一體性。
為配合活化計劃進行，市政署原位於片區內的辦公室遷往青茂口岸澳門邊檢大樓上蓋建築辦公，而原位於嘉路一世船塢的原澳門海關總部大樓按計劃遷往新建成位於北安填海區（新城E1區）內的新海關總部大樓。
2023年9月23日至10月7日，由美高梅中國主辦、佛山市龍獅運動協會協辦，以及由佛山市亮聲工藝廠作為技術支持單位的「美高梅獅藝文化週」於海事工房2號舉行。活動以「嶺南醒獅文化」為主題，當中邀請到來自佛山的非遺工藝師駐場獅藝文化館”，展示獅頭及獅鼓的傳統手工藝製作過程，配合一連串主題體驗活動，值中秋及國慶假期之際，打造澳門首個融合醒獅賽事、文藝傳承、節日消閒等元素的戶外節慶亮點活動，將嶺南文化的多面性融入澳門社區生活，同時藉此豐富澳門的文旅體驗，擴大本澳旅遊吸引力，並提升國際社群對獅藝文化的認識和重視。
2023年10月6日至7日，澳門獅王爭霸賽首次移師至室外媽閣廟前地舉行，並更名為「獅王爭霸國際賽—美高梅盃」，比實匯聚來自12個國家及地區一共17支南獅勁旅雲集澳門，包括中國、中國澳門、中國香港、中華台北、馬來西亞、印尼、越南、緬甸、泰國、菲律賓、意大利和首次來澳參賽的日本隊。主辦單位美高梅中國期望比賽及延伸活動「美高梅獅藝文化週」，目的是將媽閣塘片區一帶成為中華文化盛事熱點，凸顯出媽閣廟作為集宗教、文化、旅遊於一體的特色社區景點。
2024年2月2日至25日，美高梅中國於媽閣塘片區舉行「媽閣塘區活化新春薈」一系列活動，集當代、潮流、藝術、生活」主題元素，攜手，鋪展文藝、休閒、輕食、消費等春節限定活動。包括於海事工房1號舉行的由美高梅中國與文化局合辦，以及由澳門文化發展促進會協辦的「《媽閣塘畔 逸光浮影》百年變遷及藝術作品聯展」，展覽圍繞建築保育、社區發展、文化推動的脈絡，展出由本地文藝工作者創作且承載媽閣片段的藝術作品；同時以「文旅+觀光+交通」的創新聯乘，於輕軌媽閣站設立畫廊，利用站內展示燈箱，讓乘客能沿途欣賞有關媽閣的藝術品；透過「澳門海上遊」觀光船引入全新「圖說澳門」AR體驗，讓船上乘客細賞陸曦筆下有關澳門中西交融的八個「第一」故事，30分鐘連結兩個歷史世遺城區。

## 鄰近地點
- 媽閣交通樞紐（包括 █  氹仔線媽閣站）
- 媽閣廟
- 澳門海事博物館